# Polideportivo Monte Tossal
El Polideportivo Monte Tossal está ubicado en la ciudad española  de Alicante,  junto al Centro de Tecnificación y el estadio José Rico Pérez, en la Zona Deportiva Monte Tossal. Fue construido en el lugar que ocupó hasta la década de 1970 el antiguo Hipódromo de Alicante.
Sus instalaciones incluyen un campo de fútbol de césped artificial, dos pistas de baloncesto, un circuito de cross y pistas polideportivas, de footing y de bicis.